# Stammstrecke 3 (U-Bahn München)
| Karte |                              |  |  |  |                        |                        |
| Streckenlänge: | 18,3 km                      |  |  |  |                        |                        |
| Spurweite: | 1435 mm (Normalspur)         |  |  |  |                        |                        |
| Stromsystem: | Stromschiene (750 V) =       |  |  |  |                        |                        |
| |                              |  |  |  |                        |                        |
| Eröffnung: | 10. März 1984                |  |  |  |                        |                        |
| \| \| \| \| \| \| \| \| \| \| \| \| \| \| Laimer Platz \| \| \| \| \| \| \| \| Friedenheimer Straße \| \| \| \| \| \| \| \| \| \| \| \| \| \| \| \| Westendstraße \| \| \| \| \| \| \| \| Heimeranplatz \| \| \| \| \| \| \| \| Schwanthalerhöhe \| \| \| \| \| \| \| \| \| \| \| Betriebsanlage Theresienwiese \| \| \| \| \| \| \| \| nach Implerstraße (U3/U6) \| nach Implerstraße (U3/U6) \| \| \| \| Theresienwiese \| Theresienwiese \| \| \| \| \| \| \| Hauptbahnhof \| \| \| \| \| \| \| \| Karlsplatz \| \| \| \| \| \| \| \| \| \| \| \| \| \| \| \| Odeonsplatz \| \| \| \| \| \| \| \| \| \| \| \| \| \| \| \| Lehel \| \| \| \| \| \| \| \| Isar \| \| \| \| \| \| \| \| Max-Weber-Platz \| \| \| \| \| \| \| \| \| \| \| \| \| \| \| \| Prinzregentenplatz \| \| \| Ostbahnhof \| \| \| \| \| \| \| \| \| \| \| \| \| Böhmerwaldplatz \| \| \| U2/U7/U8 nach Sendlinger Tor \| U2/U7/U8 nach Sendlinger Tor \| \| \| \| Richard-Strauss-Straße \| Richard-Strauss-Straße \| \| Innsbrucker Ring \| \| \| \| \| \| \| \| U2 nach Messestadt Ost \| U2 nach Messestadt Ost \| \| \| \| Arabellapark \| Arabellapark \| \| Michaelibad \| \| \| \| \| \| \| \| Quiddestraße \| \| \| \| \| \| \| \| \| \| \| \| \| \| \| \| Neuperlach Zentrum \| \| \| \| \| \| \| \| \| \| \| \| \| \| \| \| Therese-Giehse-Allee \| \| \| \| \| \| \| \| \| \| \| \| \| \| \| \| \| \| \| \| \| \| \| \| Neuperlach Süd \| \| \| \| \| \| \| \| Betriebsanlage Süd \| \| \| \| \| \| \| |                              |  |  |  |                        |                        |
| Quelle: |                              |  |  |  |                        |                        |
| |                              |  |  |  |                        |                        |
| U5 | U5                           |  |  |  | Laimer Platz           | Laimer Platz           |
| |                              |  |  |  | Friedenheimer Straße   |                        |
| |                              |  |  |  |                        |                        |
| U4 | U4                           |  |  |  | Westendstraße          | Westendstraße          |
| S-Bahn | S-Bahn                       |  |  |  | Heimeranplatz          | Heimeranplatz          |
| |                              |  |  |  | Schwanthalerhöhe       |                        |
| |                              |  |  |  |                        |                        |
| Betriebsanlage Theresienwiese |                              |  |  |  |                        |                        |
| nach Implerstraße (U3/U6) | nach Implerstraße (U3/U6)    |  |  |  | Theresienwiese         | Theresienwiese         |
| U1 · U2 · U7 · U8 · S-Bahn | U1 · U2 · U7 · U8 · S-Bahn   |  |  |  | Hauptbahnhof           | Hauptbahnhof           |
| S-Bahn | S-Bahn                       |  |  |  | Karlsplatz             | Karlsplatz             |
| |                              |  |  |  |                        |                        |
| U3 · U6 | U3 · U6                      |  |  |  | Odeonsplatz            | Odeonsplatz            |
| |                              |  |  |  |                        |                        |
| |                              |  |  |  | Lehel                  |                        |
| |                              |  |  |  | Isar                   |                        |
| |                              |  |  |  | Max-Weber-Platz        |                        |
| U5 | U5                           |  |  |  | U4                     | U4                     |
| |                              |  |  |  | Prinzregentenplatz     |                        |
| Ostbahnhof |                              |  |  |  |                        |                        |
| |                              |  |  |  | Böhmerwaldplatz        |                        |
| U2/U7/U8 nach Sendlinger Tor | U2/U7/U8 nach Sendlinger Tor |  |  |  | Richard-Strauss-Straße | Richard-Strauss-Straße |
| Innsbrucker Ring |                              |  |  |  |                        |                        |
| U2 nach Messestadt Ost | U2 nach Messestadt Ost       |  |  |  | Arabellapark           | Arabellapark           |
| Michaelibad |                              |  |  |  |                        |                        |
| Quiddestraße |                              |  |  |  |                        |                        |
| |                              |  |  |  |                        |                        |
| Neuperlach Zentrum |                              |  |  |  |                        |                        |
| |                              |  |  |  |                        |                        |
| Therese-Giehse-Allee |                              |  |  |  |                        |                        |
| |                              |  |  |  |                        |                        |
| |                              |  |  |  |                        |                        |
| Neuperlach Süd |                              |  |  |  |                        |                        |
| Betriebsanlage Süd |                              |  |  |  |                        |                        |

Die Stammstrecke 3 der Münchner U-Bahn ist die zuletzt realisierte von insgesamt drei Stammstrecken im U-Bahn-Netz der bayerischen Landeshauptstadt München. Sie verläuft überwiegend in West-Ost-Richtung und wird derzeit von den beiden U-Bahn-Linien U4 und U5 befahren. Östlich der Isar verzweigt sie sich und wird auf den beiden Strängen dann nur noch von jeweils einer Linie bedient. Die Stammstrecke 3 hat eine Gesamtlänge von 18,3 Kilometern und 22 U-Bahnhöfe. Sie verläuft ausschließlich auf Münchner Stadtgebiet und bis auf 300 Meter am südöstlichen Ende im Stadtteil Neuperlach vollständig im Tunnel.
Außerdem verkehrt auf dem Abschnitt Innsbrucker Ring–Neuperlach Zentrum seit dem 12. Dezember 2011 die Verstärkungslinie U7, die nur in der Hauptverkehrszeit fährt.
Der Bau der dritten Stammstrecke begann 1977. Im März 1984 wurde ein erstes Teilstück zwischen Westendstraße und Karlsplatz (Stachus) eröffnet. Nach einer ersten Erweiterung 1986 zum Odeonsplatz wurde bereits im Oktober 1988 der jetzige Ausbauzustand erreicht. Für die Zukunft sind Anschlüsse an den Bahnhof München-Pasing bzw. bis Freiham im Westen und eine Verlängerung der U4 im Osten bis Englschalking geplant.

## Geschichte

### Frühere Planungen
Das erste realisierungsreife Konzept für ein U-Bahn-Netz in München enthielt vier Stammstrecken, die im Innenstadtbereich untereinander und mit der Stammstrecke der S-Bahn verknüpft werden sollten. Der Beschluss für dieses Konzept aus dem Jahre 1965 wurde am 7. Oktober 1970 revidiert. Von diesem Zeitpunkt an wurden die Planungen auf drei Stammstrecken reduziert. Dadurch sollte eine höhere Effizienz und zugleich eine Kostenersparnis erreicht werden. Die heutige dritte Stammstrecke weicht daher in einigen Streckenteilen von der ursprünglichen Planung aus den 1960er Jahren ab. So waren für den Betrieb die Linien U5 und U9 vorgesehen.
Der westliche Teil entspricht bis auf wenige kleine Abweichungen den tatsächlich gebauten bzw. heute geplanten Verläufen. Im Zentrum waren jedoch andere Umsteigebeziehungen als die später realisierten vorgesehen. So sollte zwar ebenfalls am Hauptbahnhof der Umstieg zur zweiten Stammstrecke ermöglicht werden, der darauf folgende U-Bahnhof Karlsplatz sollte jedoch eine Verbindung zu der nicht mehr realisierten vierten Stammstrecke herstellen. Direkt danach war eine Verknüpfung mit dem Bahnhof Marienplatz geplant. Dieser wäre so zum zentralen Umsteigepunkt zwischen der S-Bahn sowie der ersten und zweiten Stammstrecke der U-Bahn geworden. Der letztlich realisierte Verlauf stellt die U-Bahn-interne Umsteigebeziehung am Odeonsplatz her.
Die heute vorhandene Trennung der U4 und U5 am Max-Weber-Platz war Bestandteil der Planungen. Jedoch sollte die damals als U9 geplante Linie in Richtung Norden über Arabellapark nach St. Emmeram geführt werden. In Richtung Südosten war eine Führung der U5 über Ostbahnhof und Innsbrucker Ring, wie heute vorhanden, nicht geplant. Stattdessen sollte die Linie nördlich an diesen vorbeiführen und das östlich gelegene Waldtrudering erreichen.
Die U5 sollte damit nicht nach Neuperlach-Süd geführt werden. Für deren heutigen Endpunkt am gleichnamigen S-Bahnhof war ursprünglich keine U-Bahn-Anbindung vorgesehen. Schließlich wurden die Pläne an die weitere städtebauliche Entwicklung im Stadtteil Neuperlach angepasst. Der realisierte Streckenabschnitt dorthin wurde jedoch zuerst durch die Linie U2 als Teil der zweiten Stammstrecke bedient.

### Realisierung

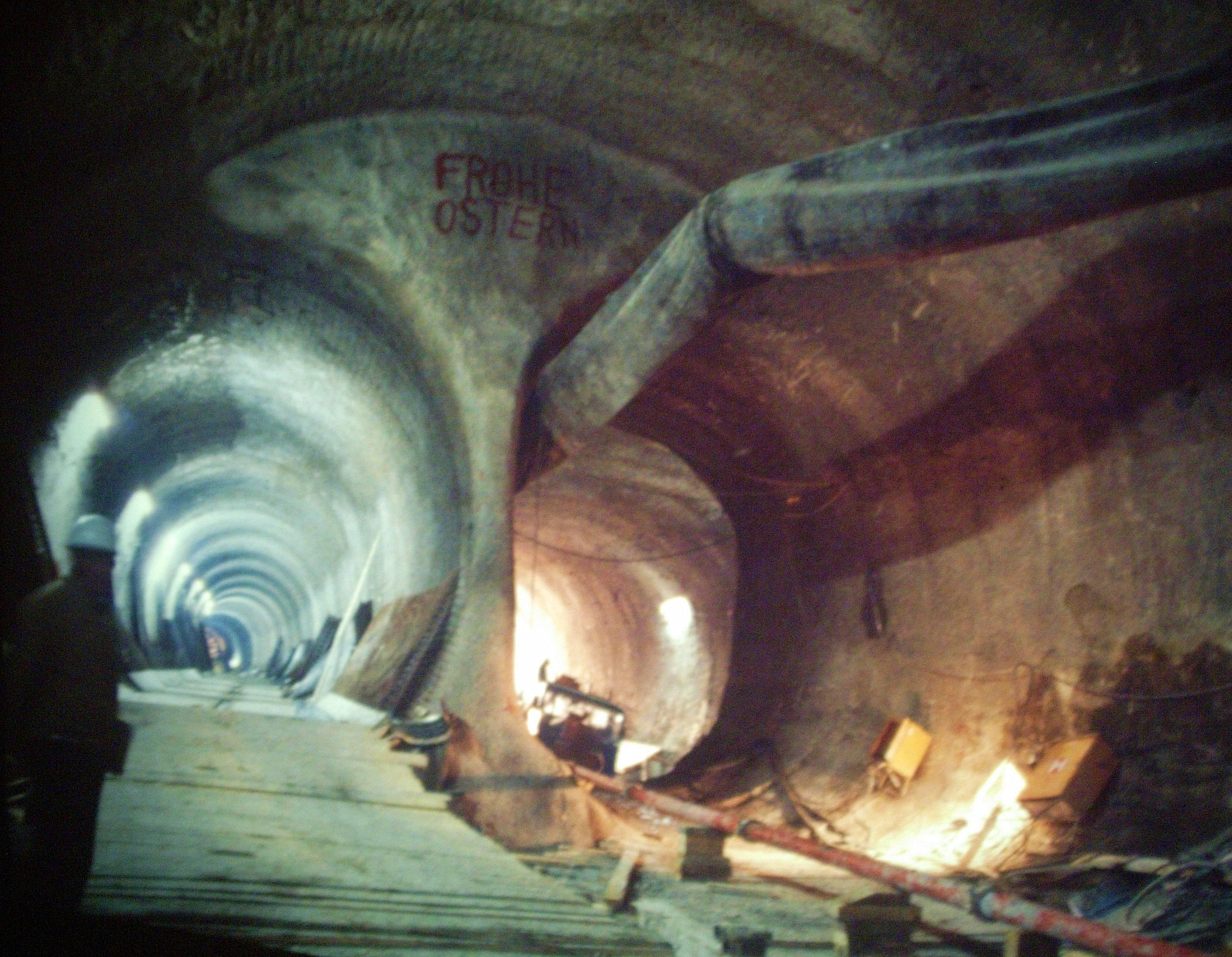
Baumaßnahmen zwischen Lehel und Max-Weber-Platz

Das Teilstück Innsbrucker Ring – Neuperlach wurde ab 1977 als Abschnitt der zweiten Stammstrecke gebaut, was noch heute am roten Linienband in den Stationen zu erkennen ist. Sie wurde am 18. Oktober 1980 eröffnet und von der damaligen Linie U8 (Scheidplatz – Hauptbahnhof – Giesing – Innsbrucker Ring – Neuperlach) bedient.
Als erster „originärer“ Abschnitt der dritten Stammstrecke wurde die Verbindung Westendstraße – Karlsplatz (Stachus) realisiert. Seit dem 10. März 1984 verkehren dort Wagen der Linie U5 und bedienen die wichtigen Stationen Hauptbahnhof und Theresienwiese. Zur Anbindung an das restliche Netz und an den Betriebshof der U-Bahn in Fröttmaning wurde eine rund 1,4 Kilometer lange Betriebsstrecke unterhalb der Theresienwiese angelegt. Die eingleisige Strecke fädelt aus der Trasse östlich des U-Bahnhofs Schwanthalerhöhe aus und mündet von Norden kommend kurz vor dem U-Bahnhof Implerstraße die Stammstrecke 1 ein. Sie wird noch heute zur Überführung von Fahrzeugen zwischen den Stammstrecken genutzt. Auf zwei Abstellgleisen neben der Strecke können Verstärkerzüge bereitgehalten werden.
1986 wurde die Verlängerung vom bisherigen östlichen Endbahnhof Karlsplatz (Stachus) zum Odeonsplatz in Betrieb genommen und eine Umsteigemöglichkeit zu den auf der Stammstrecke 1 verkehrenden Linien U3 und U6 geschaffen. Der Lückenschluss zwischen Odeonsplatz und Innsbrucker Ring inklusive einer Umsteigemöglichkeit zur S-Bahn am Ostbahnhof und einer vom Max-Weber-Platz abzweigenden Stichstrecke zum Arabellapark wurde 1982 begonnen und 1988 fertiggestellt. Ebenfalls 1988 wurde die Streckenverlängerung vom westlichen Endbahnhof Westendstraße zum Laimer Platz eröffnet und der Betrieb der Linie U4 aufgenommen.

## Verlauf

### West (U5)
Die Linie U5 beginnt am U-Bahnhof Laimer Platz im gleichnamigen Stadtteil Laim. Sie folgt dann der Gotthardstraße in Richtung Osten und erreicht nach 670 Metern den U-Bahnhof Friedenheimer Straße. Dieser zeichnet sich durch seinen stützenfreien Bahnsteigbereich aus, was ihm eine gewisse Großzügigkeit und Übersichtlichkeit verleiht. Im weiteren Verlauf der Zschokkestraße führt der Tunnel weitere 791 Meter zum U-Bahnhof Westendstraße. Dieser bildet das Ende der alleinigen Bedienung durch die U-Bahn-Linie U5. Ab hier wird die U4 eingesetzt und damit ein paralleler Betrieb hergestellt.

### Zentrum (U4 und U5)

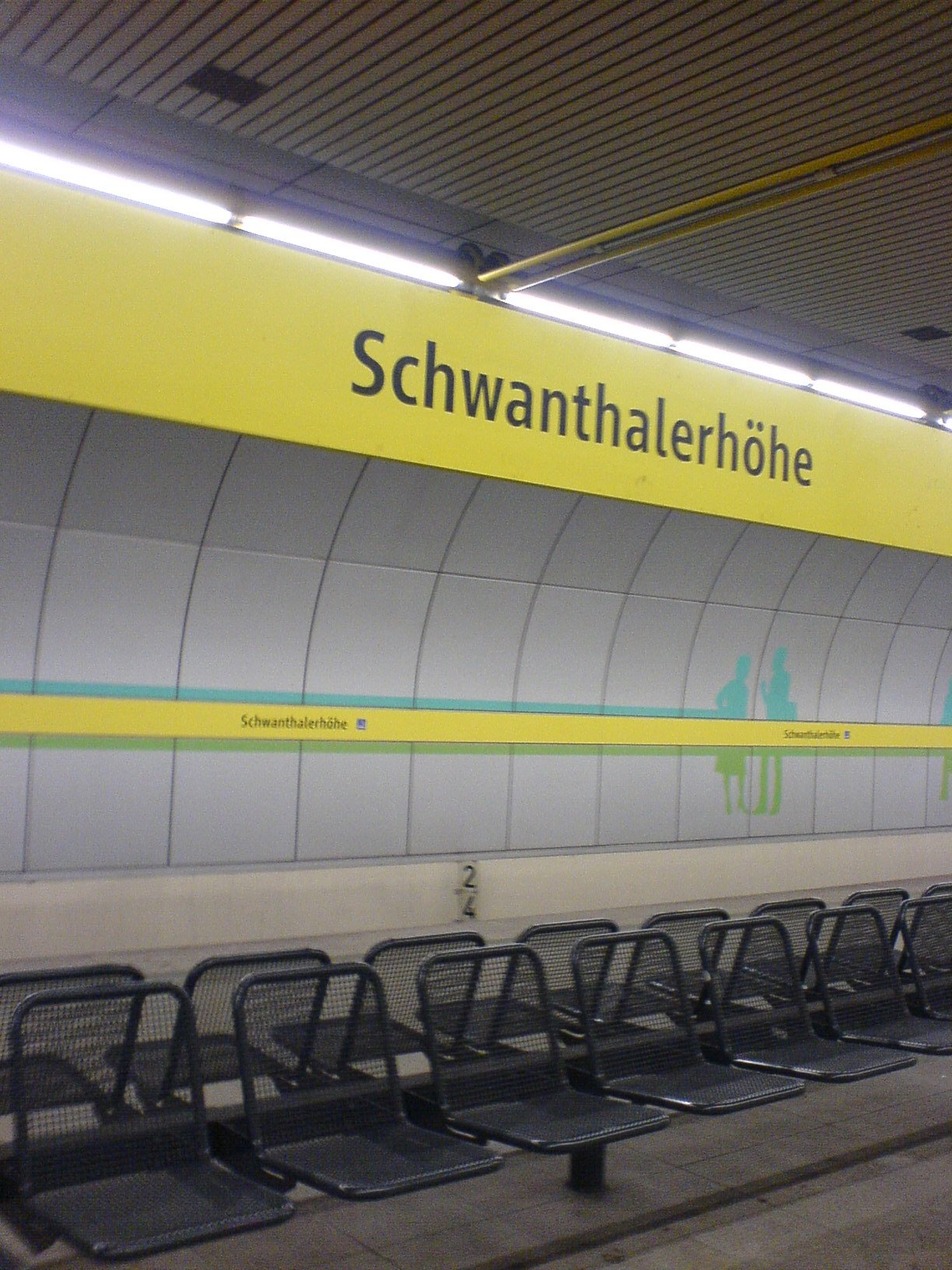
Gelbes Streckenband

Die Station Westendstraße ist wichtiger Umsteigepunkt und zu bestimmten Tageszeiten Startpunkt der U4. Hier verkehrt die Straßenbahnlinie 18, welche in den Stadtteil Kleinhadern führt und damit den Einzugsbereich des U-Bahnhofs vergrößert. Nach 806 Metern Tunnelstrecke direkt unter einem Gewerbegebiet hindurch wird ein weiterer Umstiegspunkt angefahren. Der Bahnhof München Heimeranplatz bietet Umsteigemöglichkeiten zu den S-Bahn-Linien S7 und S20 sowie zu den Zügen der bayerischen Oberlandbahn. Außerdem wird hier der Mittlere Ring, der ebenfalls in einem Tunnel liegt, gequert. Die nun folgenden Stationen binden bzw. banden zwei wichtige Veranstaltungsorte Münchens an. Im Verlauf der Heimeranstraße wird nach 671 Metern der U-Bahnhof Schwanthalerhöhe (ehemals Messegelände) angefahren. Bis zum Umzug der Messe nach Riem übernahm diese Station eine wichtige Erschließungsfunktion. Die Wandgestaltung erinnert weiterhin an diese frühere Rolle. Heute ist das Gelände zum Wohn- und Bürogebiet umgestaltet. Außerdem befindet sich in drei ehemaligen Messehallen das Verkehrszentrum des Deutschen Museums. Der anschließende Tunnel mit einer Länge von 927 Metern unterquert die Theresienwiese. Auf halber Strecke zweigt hier auch ein Betriebsgleis ab, das die Verbindung zur ersten Stammstrecke herstellt und um zwei Abstellgleise ergänzt wurde. Dieses ist wichtig für eine gute Erreichbarkeit der Werkstatt in Fröttmaning und um bei Großveranstaltungen am folgenden U-Bahnhof Theresienwiese eine schnelle Aufstockung der Fahrzeugkapazitäten zu erreichen. Die bauliche Ausgestaltung erinnert an einen Braukeller und stellt so die Verbindung zum alljährlichen Oktoberfest her.

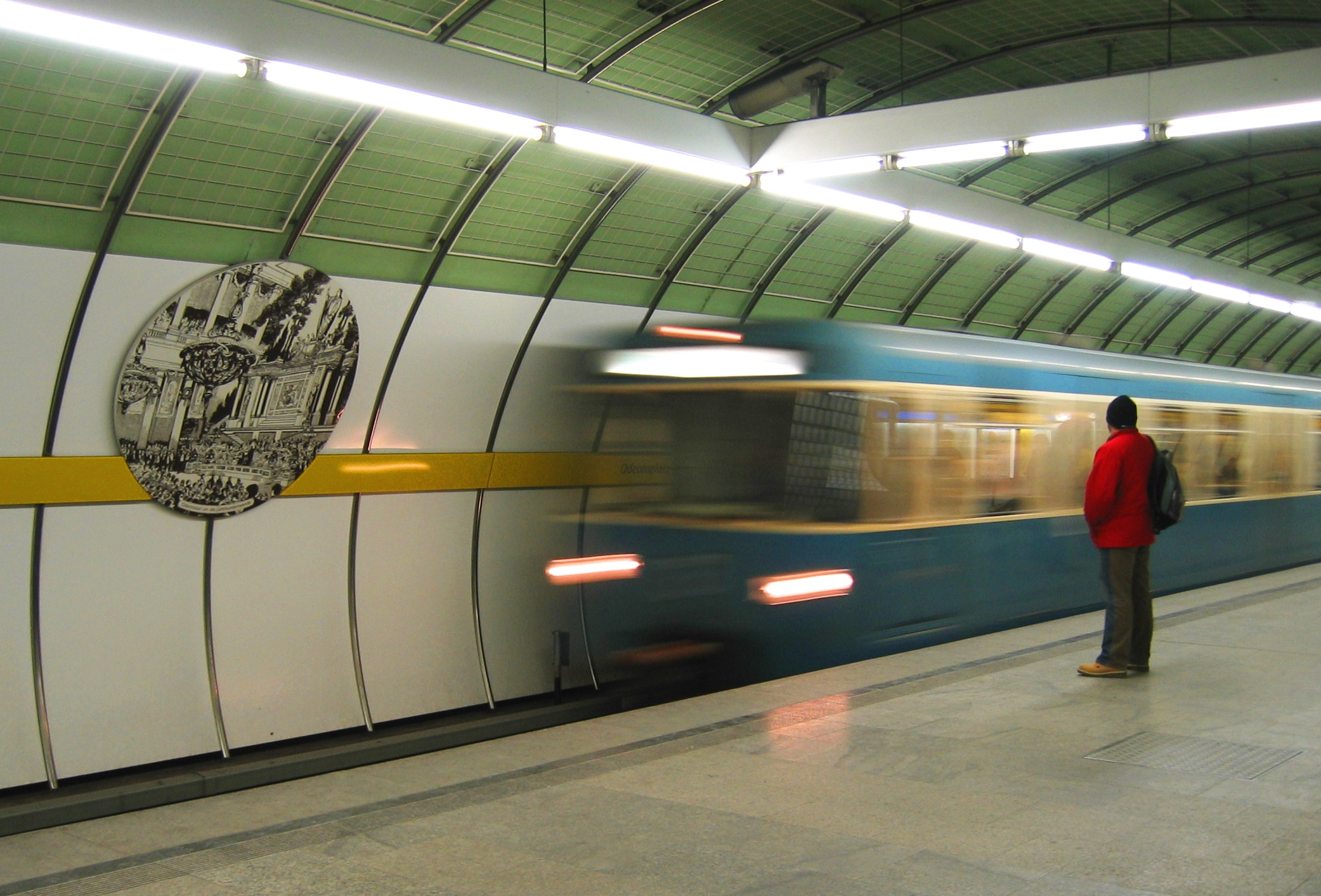
U-Bahnhof Odeonsplatz

Auf die Theresienwiese folgt bereits nach 711 weiteren Metern Tunnelstrecke der Münchner Hauptbahnhof Süd. Dafür unterquert diese mehrere Baublöcke, ohne sich am bestehenden Straßenverlauf zu orientieren. Die Bahnhofsanlage ist parallel zu den Gleisen der Bahn angeordnet. Neben den Umsteigemöglichkeiten zu den Fernzügen der Deutschen Bahn, dem Regional- und S-Bahn-Verkehr besteht hier auch ein Anschluss an die zweite Stammstrecke der Münchner U-Bahn (U1 und U2). Deren Bahnsteig ist im 90-Grad-Winkel gedreht unterhalb der Bahnsteige der dritten Stammstrecke verortet. Unterhalb der Bayerstraße führt der Tunnel dann 521 Meter weiter zum Bahnhof Karlsplatz. Dieser führt den Beinamen Stachus, welcher im Volksmund den eigentlichen Bahnhofsnamen übertrumpft. Der Bahnsteig befindet sich 25 Meter unter Geländeniveau und ist damit der tiefste im gesamten U-Bahn-Netz Münchens. Seine frühere Bedeutung als großer Umsteigepunkt der Tram wurde zum Thema der Wandgestaltung des U-Bahnhofs. Auch heute ist er ein bedeutender Umsteigebahnhof; denn hier kreuzen sich auch sieben S-Bahn- und sechs Straßenbahn-Linien.

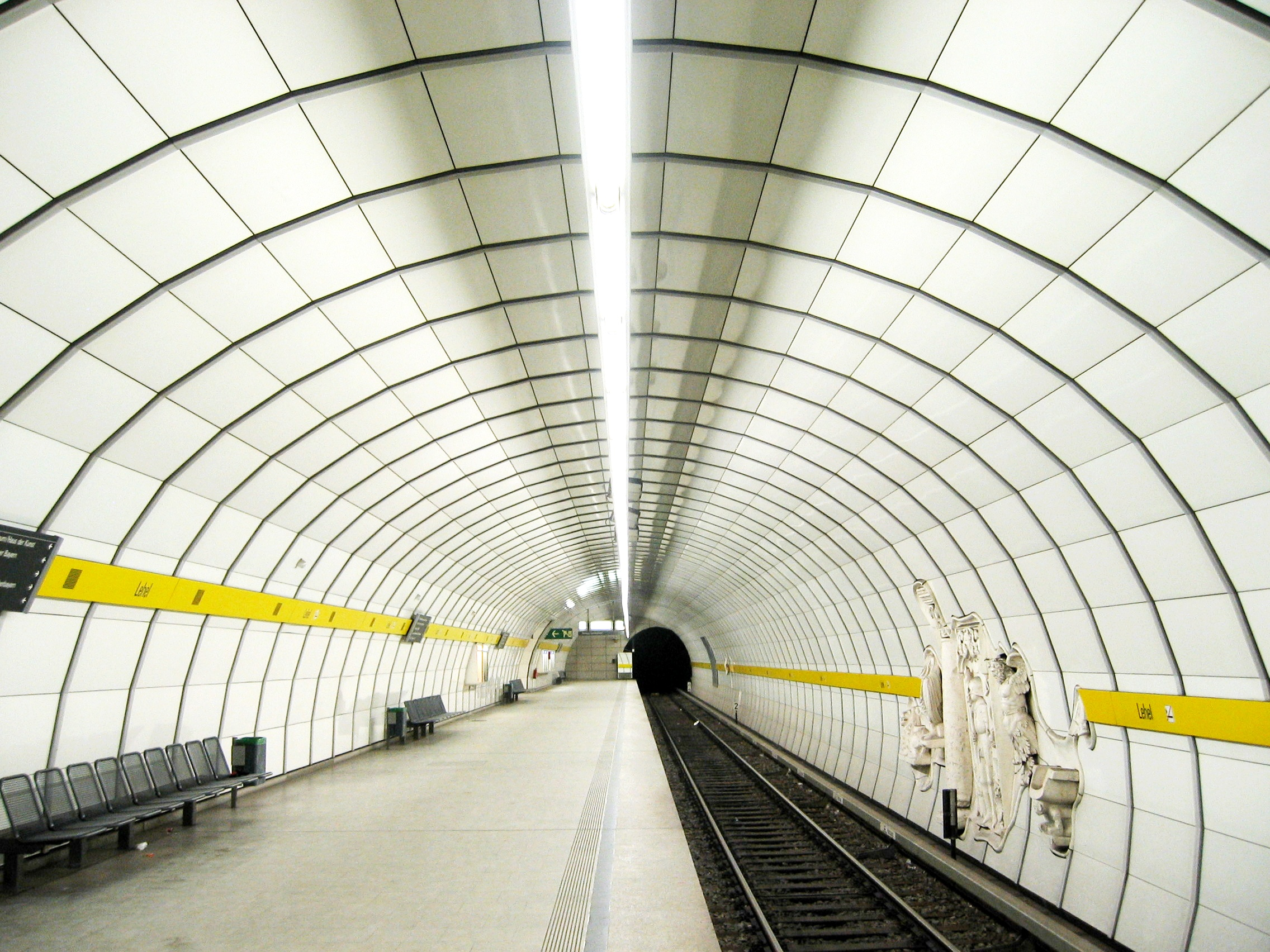
U-Bahnhof Lehel

Entlang des Maximiliansplatzes führt die Trasse 811 Meter weiter zum U-Bahnhof Odeonsplatz. Dieser liegt am nördlichen Rand der Münchner Innenstadt in unmittelbarer Nähe zu Residenz und Hofgarten. Hier kreuzen die Linien U3 und U6 der ersten Stammstrecke. Der Umstieg fällt mit einem schmalen Fußgängertunnel nicht besonders großzügig aus, da in der ursprünglichen Planung des U-Bahnhofs ein solcher nicht vorgesehen war. Die Verknüpfung war eigentlich am Bahnhof Marienplatz geplant. Der Bahnhofsteil der Linien U3/U6 wurde 1971, und damit bereits 15 Jahre früher, fertiggestellt.
Unterhalb der Hofgartenstraße und der Bebauung rund um die St.-Anna-Kirche führt der Tunnel weiter zum 933 Meter entfernten U-Bahnhof Lehel. In diesem werden die oberirdischen Museen durch zahlreiche Abgüsse von Plastiken zitiert. Die Strecke führt dann weiter unterhalb der Gewürzmühlstraße. Anschließend unterquert der Tunnel die Isar und das Maximilianeum, um nach 928 Metern den U-Bahnhof Max-Weber-Platz zu erreichen. Hier verzweigt sich die bisher aus zwei Gleisen bestehende Trasse auf drei, welche an einem Mittel- und einem Seitenbahnsteig führen. Dabei halten beide Linien stadtauswärts an einem Bahnsteig, stadteinwärts hingegen an jeweils eigenen. Damit wird die bevorstehende Trennung der Linien U4 und U5 vorbereitet, die hinter dem Bahnhof vollzogen wird. Zuvor besteht jedoch noch die Möglichkeit zum Umstieg zu insgesamt vier Straßenbahnlinien.

### Süd-Ost (U5)

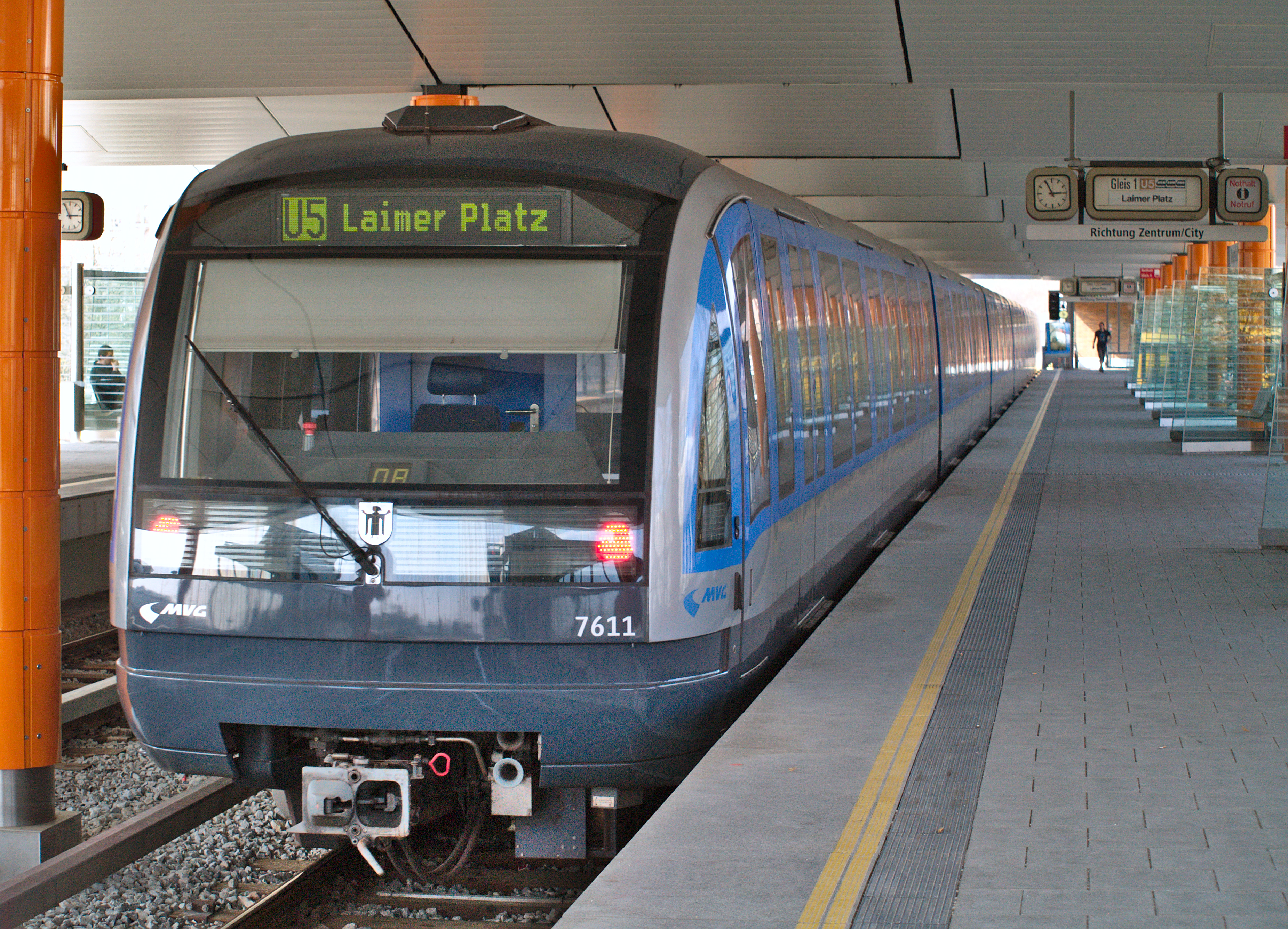
Wartender Zug der Linie U5 im Bahnhof München-Neuperlach Süd

Die nach Süden abschwenkende Strecke der U5 unterquert auf ihrem 1080 Meter langen Weg den Friedhof Haidhausen sowie den Hypopark. Dabei folgt sie keinem bestehenden Straßenverlauf. Am Bahnhof München Ost besteht schließlich wieder die Möglichkeit, in alle sieben Linien der S-Bahn-Stammstrecke, eine Straßenbahn- und mehrere Buslinien umzusteigen. Danach führt der Tunnel in einer weiten Kurve unterhalb eines Industrie- und Gewerbegebietes unter der Bad Schachener Straße hindurch zum 1,6 Kilometer entfernten U-Bahnhof Innsbrucker Ring. Dieser ist viergleisig ausgeführt, da sich die U5 hier mit der Linie U2 kreuzt. Letztere fährt weiter zum neuen Messegelände nach Riem. Der Bahnhof bildet aufgrund dieses Treffens eine Besonderheit: Wurde der gesamte Verlauf der U4 und U5 bislang von einem gelben Linienband begleitet, so ist dies hier zum letzten Mal der Fall. An den Bahnsteigen der U5 steht der Stationsname noch auf gelbem Grund, an denen der U2 auf rotem. Bedingt durch die ehemalige Zugehörigkeit der folgenden Strecke zur zweiten Stammstrecke und der daraus resultierenden Bedienung durch die Linie U2, sind ab jetzt alle Bahnhofsnamen und die restlichen Linienbänder auf rotem Grund geschrieben beziehungsweise gestaltet. Dies wird jedoch mit der Neugestaltung der Bahnhöfe Michaelibad bis Therese-Giehse-Allee im Jahr 2022 beendet. Die Roten Bänder entfallen.
Dies zeigt sich zuerst im westlich gelegenen U-Bahnhof Michaelibad. Zu ihm führt die 982 Meter lange Strecke weiter unterhalb der Bad Schachener Straße entlang. Hier befindet sich mit dem Ostpark eine große Erholungs- und Grünfläche. Auf der daran anschließenden 1,7 Kilometer langen Tunnelstrecke wird dieser unterquert und mit dem U-Bahnhof Quiddestraße der nördliche Rand Neuperlachs erreicht. Dies ist die längste unterirdische Strecke zwischen zwei Bahnhöfen in München. Von hier führt der Tunnel unterhalb der Thomas-Dehler-Straße weiter direkt ins 778 Meter entfernte Zentrum Neuperlachs. Der gleichnamige U-Bahnhof Neuperlach Zentrum ist dementsprechend dimensioniert. Mit einem breiten Bahnsteig und einem großzügigen Zwischengeschoss vermittelt er die oberirdische Bedeutung in den Untergrund. Entlang derselben Straße in Richtung Süden wird nach 764 Metern der letzte unterirdische U-Bahnhof Therese-Giehse-Allee erreicht. Er liegt, von mehreren Gebäudeblöcken eingegrenzt, wieder in einem reinen Wohngebiet. Im weiteren Verlauf schwenkt der Tunnel nach Südosten, und die Gleise erreichen die Oberfläche. Kurz vor der Einfahrt in den Bahnhof Neuperlach Süd wird die Trasse in Hochlage geführt, um die über der Carl-Wery-Straße gelegenen Bahnsteige zu erreichen. Hier kommt es zu einer Besonderheit im Münchner Schnellbahnnetz. Die U5 teilt sich hier mit der eingleisigen S-Bahn-Strecke München Ost – Kreuzstraße (2010: Linie S7) einen gemeinsamen Mittelbahnsteig, der das direkte Umsteigen von U-Bahn zu S-Bahn komfortabel ermöglicht; die U-Bahn-Züge in Richtung Stadtmitte werden allerdings nur durch die Unterführung erreicht. Wenige Meter weiter südlich befindet sich die Betriebsanlage Süd, eine große oberirdische Abstellanlage.

### Nord-Ost (U4)

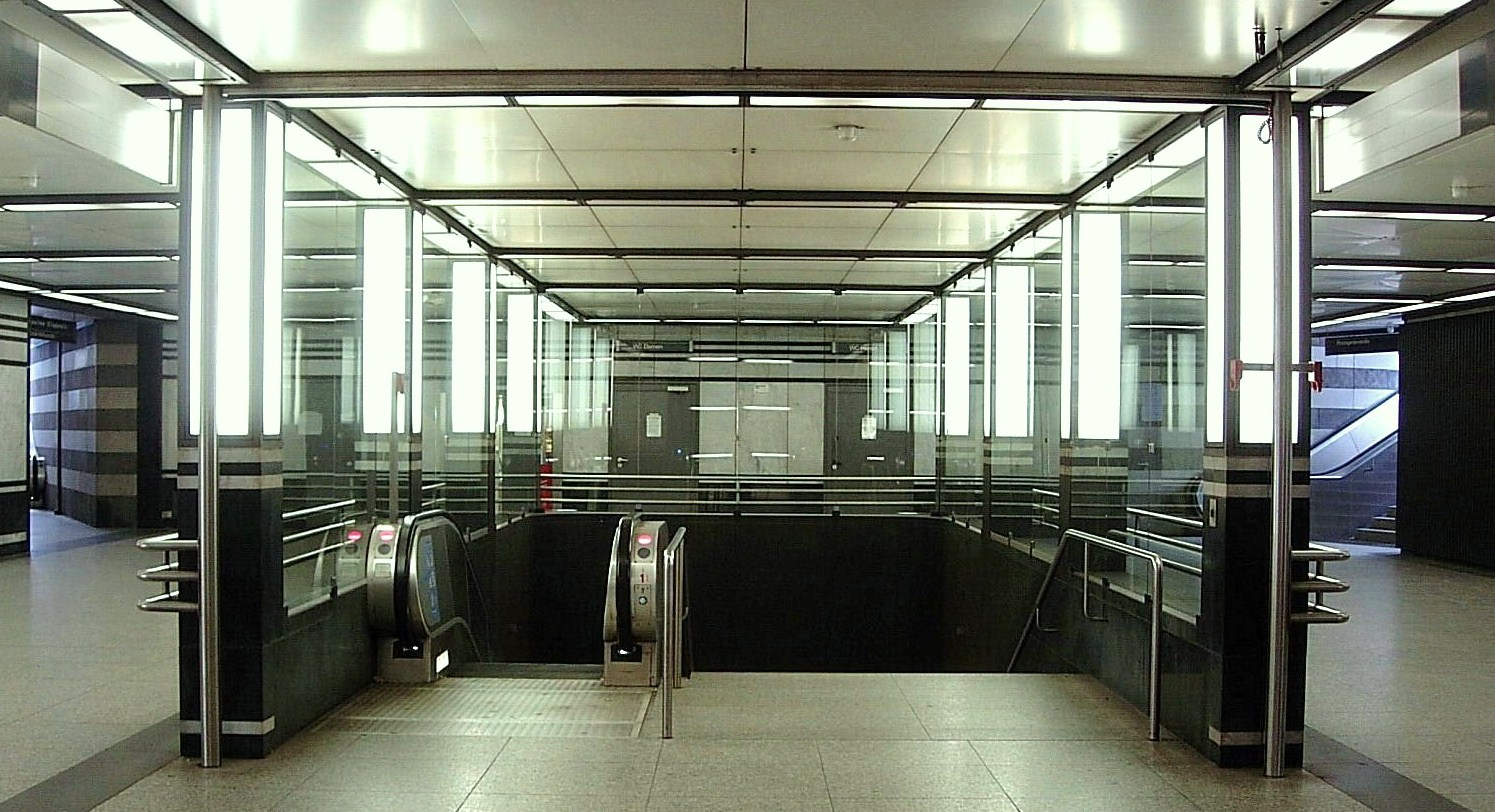
Verteilerebene U-Bahnhof Prinzregentenplatz

Während die U5 hinter dem U-Bahnhof Max-Weber-Platz nach Süden schwenkt, wird die Trasse der U4 in Richtung Norden ausgefädelt. Der Tunnel führt unter bebauten Blöcken hindurch und erreicht nach 791 Metern den U-Bahnhof Prinzregentenplatz. Am gleichnamigen Platz befindet sich das Prinzregententheater. Im Stadtteil Bogenhausen führt die Strecke nun unterhalb der Mühlbaurstraße weitere 838 Meter in Richtung Norden. Dort erreicht sie den diagonal unter dem Mittleren Ring gelegenen U-Bahnhof Böhmerwaldplatz. Bedingt durch seine Lage, ist der Bahnsteigbereich in einer Kurve angeordnet. Der Tunnel führt dann zum nur 552 Meter weiter gelegenen U-Bahnhof Richard-Strauss-Straße. Dem hier aussteigenden Fahrgast bietet sich eine besondere Situation. Denn hier sind die Bahnsteige seitlich angeordnet, eine von nur wenigen Stellen im Münchner U-Bahn-Netz. Ab hier verlässt der U-Bahn-Tunnel wieder die Trasse unterhalb der Straße, und er unterquert einige Häuserblocks, um zu der 756 Meter entfernten vorläufigen Endstation, dem U-Bahnhof Arabellapark, zu kommen. Kurz zuvor hat der Tunnel seine Richtung geändert und ist wieder nach Osten, unterhalb der Englschalkinger Straße geschwenkt. Die Bahnsteige sind hier, ähnlich der Situation zwei Bahnhöfe zuvor, in einer Kurve angeordnet.

## Betrieb
Der Betrieb auf der dritten Stammstrecke wird heute durch die Linien U4 und U5, sowie die Verstärkungslinie U7, abgewickelt. Diese Linien bedienen einen großen Teil der Strecke im Parallelbetrieb. Sie teilen sich insgesamt 6,3 Kilometer Streckenlänge und neun U-Bahnhöfe. Mit der lediglich im Osten vorhandenen Verzweigung der Linien stellt die Stammstrecke im Münchner U-Bahn-Netz eine Besonderheit dar, denn bei den beiden anderen Stammstrecken ist eine Aufteilung der Linien an beiden Enden und somit das Vorhandensein von vier unterschiedlichen Endbahnhöfen die Regel.

### U4
Die Linie U4 bedient seit ihrer Inbetriebnahme am 27. Oktober 1988 eine Strecke von 9,3 Kilometern und insgesamt 13 U-Bahnhöfe. Sie ist damit die kürzeste der insgesamt sechs U-Bahn-Linien Münchens. Ihre Benennung erfolgte erst mit der Eröffnung; die bis dahin gültigen Planungen sahen eine Linie U9 vor. Mit der damals erfolgten Umstellung wurde den Beschlüssen von 1970, auf eine vierte Stammstrecke zu verzichten, auch im Linienbetrieb Rechnung getragen. Anfänglich war die U4 ein kurzes Stück länger. So bediente sie bis 1999 auch den Abschnitt zwischen Westendstraße und Laimer Platz parallel mit der U5. Im Zuge der Eröffnung der Messelinie und dem damit verbundenen erhöhten Bedarf an Zügen und bestärkt durch eine geringere Auslastung wurde die U4 dann um zwei Stationen verkürzt. Im Betrieb werden auf der U4 hauptsächlich sogenannte Vollzüge eingesetzt. Diese bestehen aus vier Wagen. Eine Ausnahme bilden Sonderveranstaltungen und die Freitagnachmittage mit einer erhöhten Nachfrage. In diesem Fall kommen sogenannte Langzüge mit sechs Wagen zum Einsatz. Auch in der Hauptverkehrszeit in den Ferien kommen Langzüge zum Einsatz. Diese verkehren dann allerdings nur im 10-Minuten-Takt. Eine weitere Besonderheit stellt der abendlich verkürzte Betrieb dar. So verkehrt die U4 ab 20 Uhr nur noch auf dem Abschnitt Odeonsplatz – Arabellapark. Der restliche Streckenabschnitt wird dann nur noch durch die U5 bedient. Zum direkten Umstieg besteht ein schlanker Anschluss am U-Bahnhof Max-Weber-Platz. Früher wurde die U4 zum U-Bahnhof Lehel weitergeführt, da erst dort eine Möglichkeit besteht, einen Richtungswechsel durchzuführen. Mit dem Fahrplanwechsel im Dezember 2013 wurde die U4 abends vom U-Bahnhof Lehel zum Odeonsplatz verlängert. Somit entfiel ein zusätzlicher Umstieg, falls man vom Odeonsplatz mit der U3/U6 weiterfahren wollte. Zum Fahrplanwechsel im Dezember 2015 wurde die Linie U4 abends erneut verlängert und fährt seitdem bis ca. 1 Uhr nachts zur Theresienwiese.

### U5
Die Linie U5 bedient seit der letzten Erweiterung, die am 27. Oktober 1988 abgeschlossen werden konnte, eine Strecke von 15,4 Kilometern und insgesamt 18 U-Bahnhöfe. Davon befinden sich knapp 300 Meter Strecke und ein Bahnhof oberirdisch. Im Betrieb werden auf der U5 in der Regel sogenannte Langzüge mit sechs Wagen eingesetzt. Dadurch verkehren hier auch alle drei Wagentypen der Münchner U-Bahn. Die vorhandenen Bahnhöfe werden in der Betriebszeit ohne Ausnahme bedient.

### U7
Seit dem 12. Dezember 2011 verkehrt die Verstärkungslinie U7 in der Hauptverkehrszeit an Schultagen von Westfriedhof nach Neuperlach Zentrum. Sie biegt am Innsbrucker Ring von der Stammstrecke 2 auf die Stammstrecke 3 ab und verkehrt auf der Strecke der U5 bis Neuperlach Zentrum. Im Betrieb werden auf der U7 in der Regel sogenannte Vollzüge mit vier Wagen eingesetzt, weswegen nur die Wagentypen A und B verkehren.

### Frühere Linien
Auf Teilstrecken der Stammstrecke 3 verkehrten auch bereits andere Linien bzw. es war eine andere Bedienung geplant. So gehörte der Südast zwischen Innsbrucker Ring und Neuperlach Süd ursprünglich zur zweiten Stammstrecke. Die Planungen für insgesamt acht U-Bahn-Linien führten zu dem Umstand, dass auf diesem Streckenabschnitt zwischen dem 18. Oktober 1980 und dem 27. Oktober 1988 die Linie U8 verkehrte. Die dann erfolgte Umstellung der Linienbezeichnungen machte aus der U8 die U2, die bis zur Eröffnung der Strecke zur Neuen Messe in Riem am 29. Mai 1999 die doppelte Bedienung mit der U5 aufrechterhielt. In der Folge wurde die Linie U8 eingeführt. Diese übernahm die bisherige Linienführung der U2 und führte Verstärkerfahrten nach Fahrplan zur Hauptverkehrszeit durch. Im Jahr 2006 wurde die eigenständige Linie aufgegeben.

## Erweiterungen in Bau und Planung

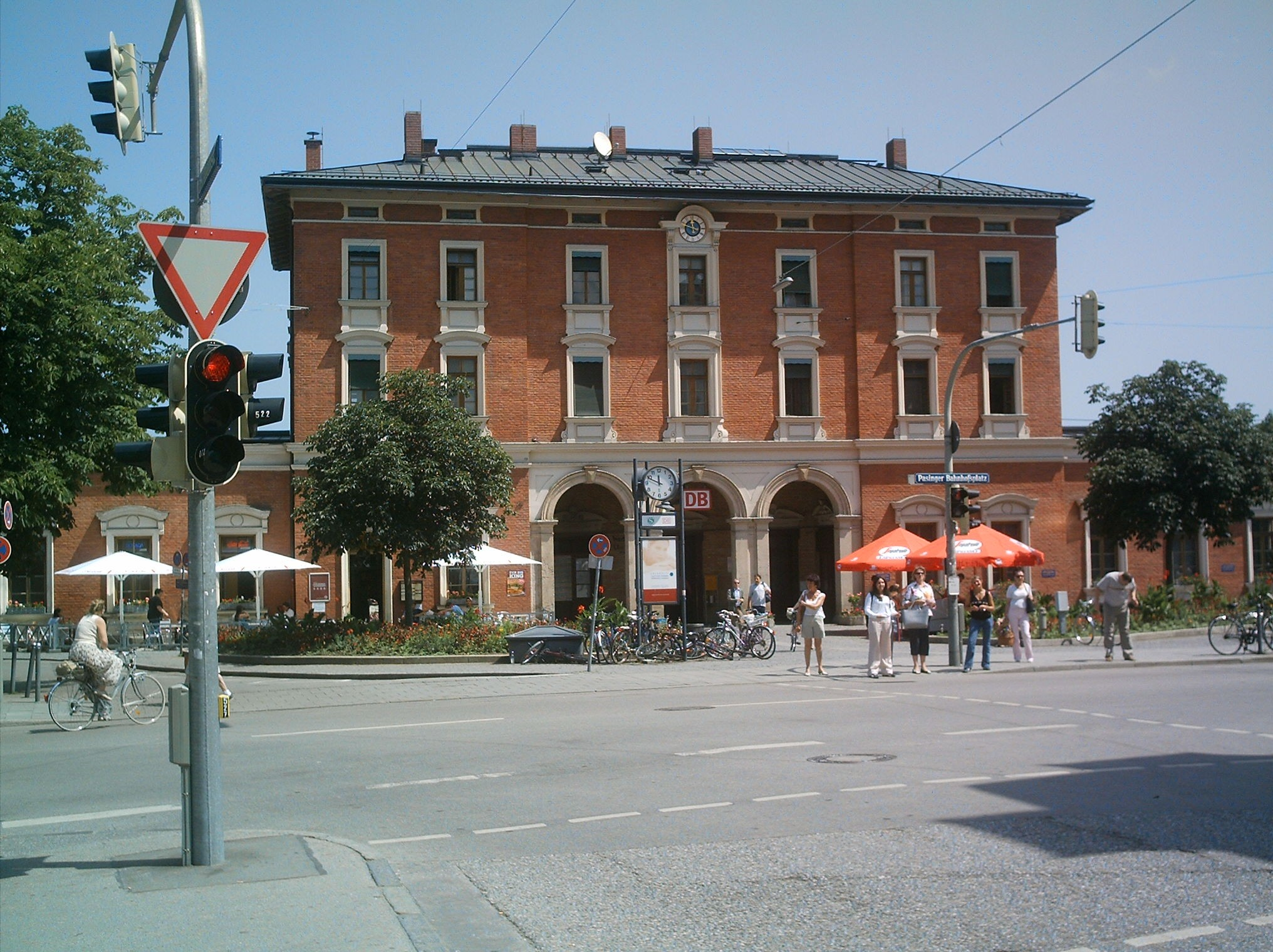
Bf. Pasing, Ziel weiterer Ausbauplanungen

Es existieren für alle heutigen Streckenenden Varianten zu deren Verlängerung. Jedoch sind die Chancen auf eine Realisierung dieser angedachten Vorhaben lediglich bei zwei Varianten im Bereich des Möglichen. Eine Verlängerung am südlichen Ende der U5 über Neuperlach Süd hinaus in Richtung Ottobrunn wurde in den Planungsphasen diskutiert, jedoch nicht weiter verfolgt. Gleiches gilt für eine Verlängerung der U4 in westliche Richtung. Hier wurde über einen Abzweig in die Blumenau nachgedacht. Dieser wäre nach den durchgeführten Planungen hinter dem U-Bahnhof Willibaldstraße erfolgt. Die ursprünglichen Planungen der 1960er Jahre sahen diesen Abzweig als Hauptstrecke vor; eine Anbindung des Bahnhofs Pasing war damals nicht vorgesehen. Stattdessen werden die folgenden Erweiterungen diskutiert und auch bereits geplant.

### Pasing und Freiham

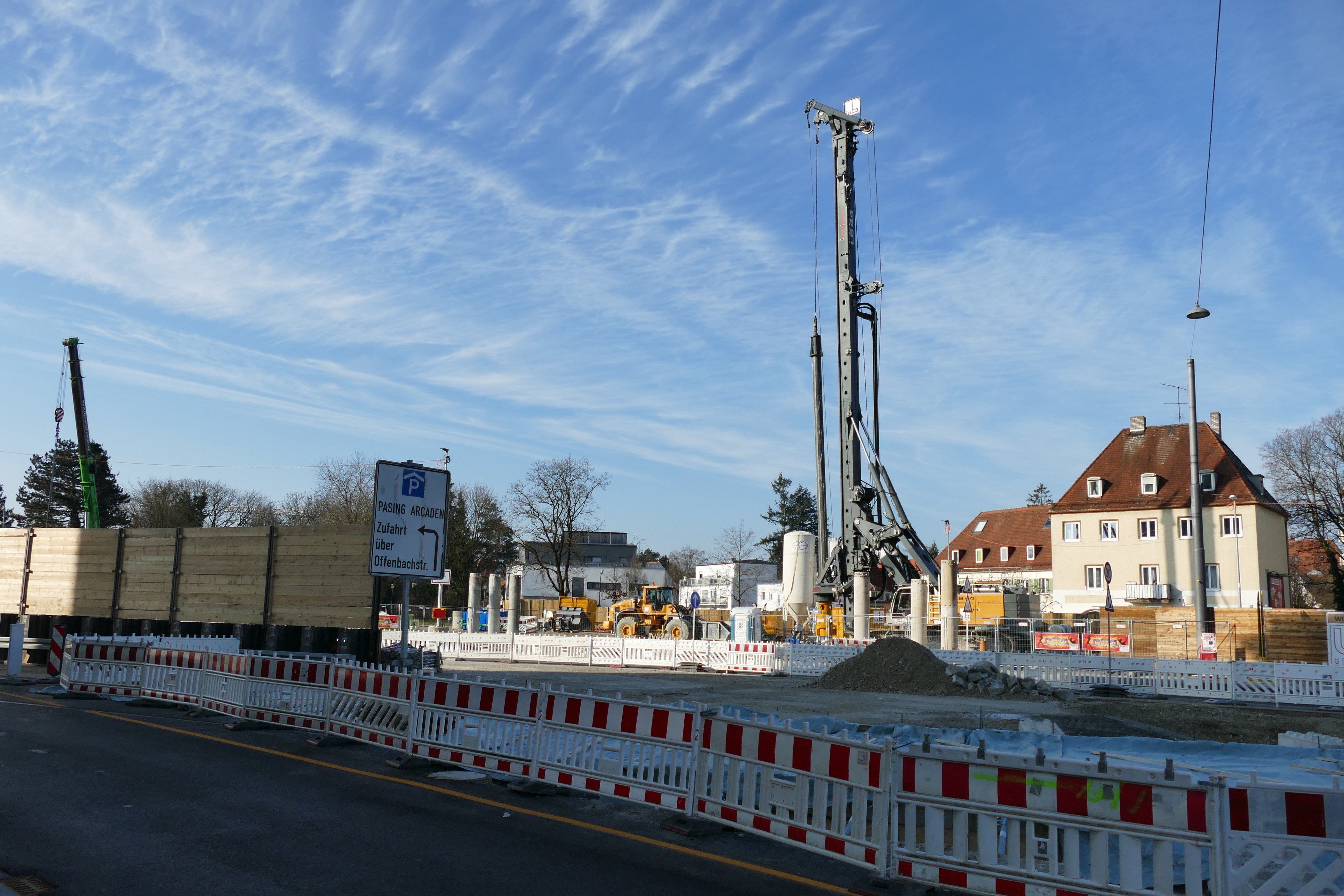
Die Baustelle Am Knie im März 2025

Der U-Bahnhof Laimer Platz war seit 1988 der westliche Endpunkt der Stammstrecke 3. Am 13. Juli 2015 fällte der Münchner Stadtrat einstimmig einen Grundsatzbeschluss für den Bau einer Verlängerung vom U-Bahnhof Laimer Platz zum Bahnhof München-Pasing. Am 15. Dezember 2021 wurde die Realisierung der Verlängerung vom Münchner Stadtrat endgültig beschlossen und die Ausführung des ersten Bauabschnitts bis zum künftigen Bahnhof Willibaldstraße genehmigt. Die 3,2 Kilometer lange Trasse, welche vollständig im Tunnel verläuft, folgt zunächst der Gotthardstraße. Auf Höhe der Willibaldstraße wird ein gleichnamiger U-Bahnhof errichtet. Dahinter schwenkt die Strecke nach Norden ab und unterquert ein Kleingartengebiet. Hinter dem Westbad soll der Tunnel die Straße Am Knie erreichen, wo ein weiterer Bahnhof entstehen soll. Weiter nördlich schwenkt die Trasse dann nach Nordwesten parallel zur S-Bahn-Trasse ab, um zum vorläufigen neuen Endpunkt, dem Bahnhof Pasing, zu gelangen. Am U-Bahnhof Pasing bestünde Anschluss zur S-Bahn sowie zum Regionalverkehr. Das Bauprojekt soll Stand 2022 fast eine Milliarde Euro kosten. Finanziert werden sollte das Projekt größtenteils mit Mitteln des Bundesverkehrsministeriums; wenngleich die Finanzierung bei Beschluss noch nicht abschließend geklärt war. Im Falle eines Baubeginns 2022 wurde bei einer geschätzten Bauzeit von 6–8 Jahren mit einer Fertigstellung frühestens im Jahr 2028 gerechnet. Im Januar 2022 erfolgten an der Gotthardstraße umfangreiche bauvorbereitende Baumfällarbeiten. Nach dem Start des ersten Bauabschnitts vom Laimer Platz bis zum künftigen Bahnhof Willibaldstraße im Januar 2022 erfolgte der Beginn der Bauarbeiten des westlich anschließenden zweiten Bauabschnitts im Januar 2023. Im Dezember 2023 wurde das Baulos 2 an die Arbeitsgemeinschaft Wayss & Freytag, Ed. Züblin und Max Bögl vergeben.
Nach Fertigstellung der Strecke zum vorläufigen westlichen Endpunkt Pasing könnte eine weitere Verlängerung der Stammstrecke 3 in westlicher Richtung um 4,7 Kilometer bis ins Neubaugebiet Freiham erfolgen. Stand 2022 wurde mit einer möglichen Inbetriebnahme frühestens Mitte der 2030er Jahre gerechnet. Ende 2022 gab der Bauausschuss des Münchner Stadtrats knapp 100 Millionen Euro für die Errichtung eines Vorhaltebauwerks in Freiham frei, welches eine unterirdische Haltestelle im Zentrum des neuen Stadtviertels aufnehmen soll.

### Englschalking

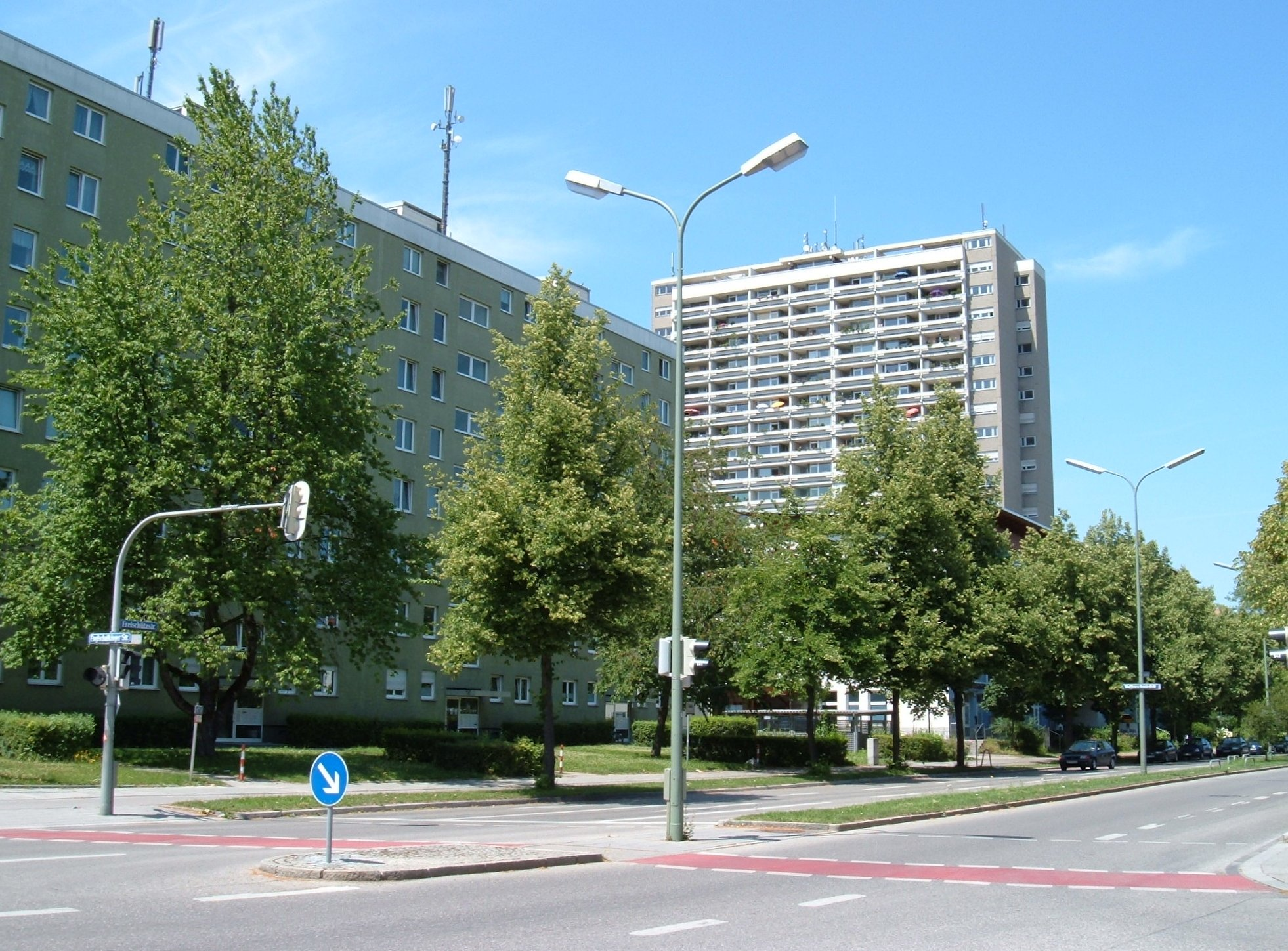
Englschalkinger Str., Höhe Fideliopark

Im Osten endet die U4 derzeit im U-Bahnhof Arabellapark. Direkt hinter dem Bahnhof schließt sich ein gut 600 Meter langer Tunnel an. Dort ist bislang eine Abstellanlage untergebracht. Gebaut wurde dieser jedoch für eine Erweiterung zum S-Bahnhof Englschalking. Kurz hinter dem bisherigen Tunnelende soll der U-Bahnhof Cosimapark entstehen. Die weitere Strecke würde der Englschalkinger Straße folgen und an der Kreuzung mit der Ostpreußenstraße den weiteren Halt Fideliopark erreichen. Im weiteren Verlauf würde die U4 dann am S-Bahnhof eine Umstiegsmöglichkeit zur dort verkehrenden S-Bahn-Linie S8 herstellen. Diese Netzerweiterung um 1,6 Kilometer gehört ebenfalls, wie die oben beschriebene Strecke nach Pasing, zum 3. Mittelfristigen Programm für den Münchner U-Bahn-Bau.
Eine geringe Auslastung der U4 sowie die knapper gewordenen finanziellen Mittel haben jedoch zu einer Zurückstellung dieser Planungen geführt. Stattdessen werden andere Varianten untersucht. Dazu zählen der Bau einer Straßenbahnlinie zwischen Arabellapark und Englschalking statt der U-Bahn-Verlängerung und das Weglassen des Bahnhofs Cosimapark, eines der beiden geplanten Zwischenbahnhöfe.
Im Rahmen der Nahverkehrs-Offensive der Stadt München vom Januar 2018 wurde die Planung der U4 nach Englschalking bestätigt. Explizit offen gelassen wurde eine Weiterführung zur Messestadt Riem mit ein bis zwei Zwischenhalten in dem Neubaugebiet östlich der S8-Strecke. Mit einem Halt am S-Bahnhof in Riem würde zudem eine Verbindung zur S2 hergestellt werden, die zukünftig zum Flughafen verlängert wird und somit eine Verbindung Flughafen-Messe mit einmaligem Umstieg schaffen würde.

## Trivia
Bei der U-Bahn München haben die Linien immer ein Nordende (Beginn der Linie) und ein Südende (Ende der Linie), was sich durch die Gleisverbindung zur technischen Basis in Fröttmaning und die fehlende Möglichkeit für Dreiecksfahrten oder sonstige Wenden im Streckennetz ergibt. Das Nordende der U4 ist der U-Bahnhof Westendstraße, das Südende der U-Bahnhof Arabellapark. Damit ist die U4 die einzige Linie, bei der das betriebliche Nordende südlicher liegt als das betriebliche Südende.

## Weiterführende Informationen